# Kim Joung-mi
Kim Joung-mi (ur. 1970) – południowokoreańska wspinaczka sportowa. Specjalizowała się w prowadzeniu oraz we wspinaczce na czas. Mistrzyni Azji we wspinaczce sportowej w konkurencji na czas.

## Kariera sportowa
W 2002 w japońskiej Toyamie na mistrzostwach Azji we wspinaczce sportowej wywalczyła indywidualnie złoty medal w konkurencji na czas w finale pokonała reprezentantkę Hongkongu Choi Shun Yuk oraz Chinkę Zhang Qing.

## Osiągnięcia

### Mistrzostwa Azji
| Konkurencje  | 2000 | 2002 | 2004 |
| Prowadzenie  | 21   | 23   | —    |
| wsp. na czas | —    | 1    | 13   |